# Albert Joris
Albert Egied Joris (Charroux, 17 juni 1915 - Jette, 17 februari 1986) was een Belgisch kajakker.

## Levensloop
Joris vertegenwoordigde België op de Olympische Spelen van 1936 te Berlijn. Hij vormde er een team met Frans De Blaes. Het duo werd uitgeschakeld in de eerste ronde van de K2 1000 meter.